# Hesperapis eumarpha
Hesperapis eumarpha är en biart som först beskrevs av Cockerell 1898.  Hesperapis eumarpha ingår i släktet Hesperapis och familjen sommarbin. Inga underarter finns listade i Catalogue of Life.